# أجاي أرجون سينغ
أجاي أرجون سينغ (بالهندية: अजय सिंह)‏ (بالإنجليزية: Ajay Singh)‏ هو سياسي هندي، ولد في 23 سبتمبر 1955 في الهند. حزبياً، نشط في المؤتمر الوطني الهندي. وقد انتخب Member of the Legislative Assembly (India) ‏ وانتخب Member of the Madhya Pradesh Legislative Assembly ‏ عن دائرة Churhat Assembly constituency ‏ وقد انضم خلال فترته النيابية ‏  للكتلة البرلمانية المؤتمر الوطني الهندي.